# Bataille de la baie de Vyborg (1790)
Pour les articles homonymes, voir Bataille de la baie de Vyborg.
Guerre russo-suédoise de 1788-1790
La bataille de la baie de Vyborg est une bataille navale qui s'est déroulée le 4 juillet 1790 au cours de la guerre russo-suédoise de 1788-1790. La flotte suédoise y subit de lourdes pertes, perdant notamment près du tiers de ses plus gros navires, mais parvint finalement à échapper au blocus que la flotte russe lui imposait depuis presque un mois. Ce fut donc une défaite tactique pour la Suède mais un échec stratégique pour la Russie car, quelques jours plus tard, lors de la bataille de Svensksund, la flotte suédoise prenait une éclatante revanche qui effaçait ses échecs précédents et conduisait à la signature de la paix entre les deux nations.